# Brachionus austrogenitus
Brachionus austrogenitus is een raderdiertjessoort uit de familie Brachionidae. De wetenschappelijke naam van deze soort is voor het eerst geldig gepubliceerd in 1940 door Ahlstrom.